# Thomas Kolåsæter

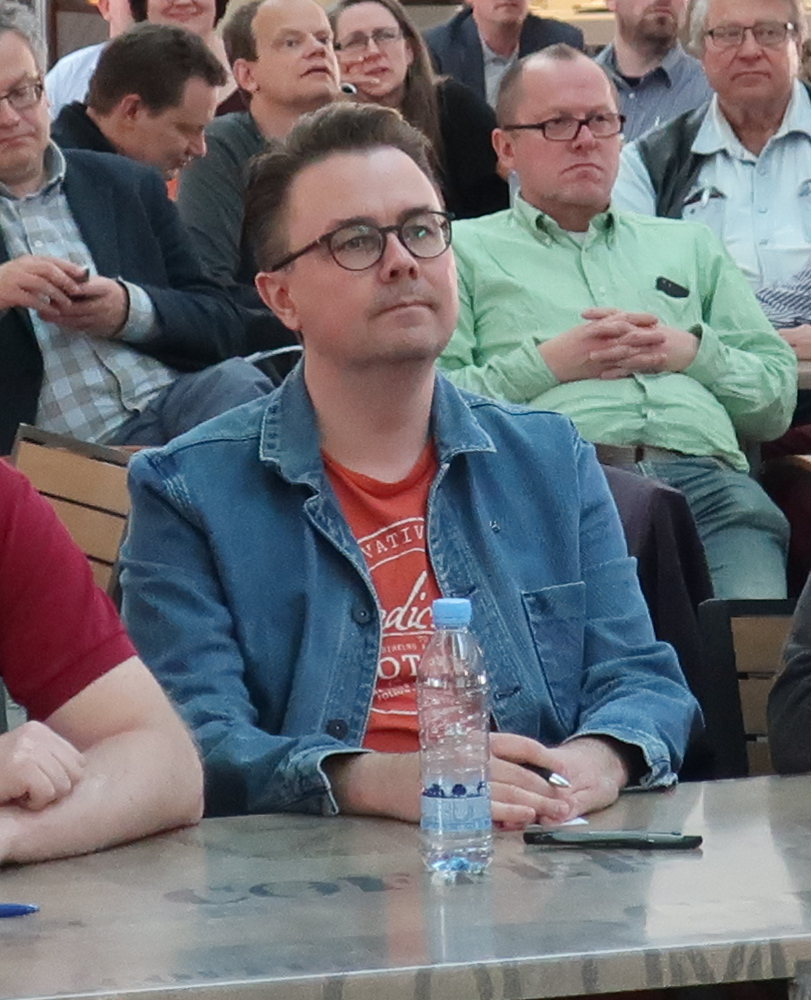
Thomas Kolåsæter im Finale der Nordischen Quizmeisterschaft 2018

Thomas Kolåsæter (* 1976) ist ein norwegischer Quizspieler. Er gehört zu den führenden Wettkampfquizzern auf nationaler und internationaler Ebene und trat auch in mehreren Fernsehshows auf. In Deutschland wurde er insbesondere als Gewinner der Sendung Der Quiz-Champion bekannt.

## Herkunft und Ausbildung
Kolåsæter wuchs in Trysil auf. Während seiner Schulzeit war er Sänger und Gitarrist einer Band namens Miss Louise, mit der er einen nationalen Rockwettbewerb gewann. Er studierte Philosophie an der Universität Oslo und beendete das Studium im Jahr 2004 mit einem Hovedfag-Abschluss (vergleichbar dem heutigen Master) über die Ethik Gandhis.

## Erfolge in Quizwettbewerben
Kolåsæter gehört international zu den besten Quizspielern. Im Nationenwettbewerb der Quiz-Europameisterschaften gewann er 2018 mit der norwegischen Quiznationalmannschaft den Europameistertitel, hinzu kommen ein zweiter und mehrere dritte Plätze. Im gleichen Turnier siegte er 2017 (Team „Europalia“ mit Derk De Graaf, Dorjana Širola und Holger Waldenberger) und 2022 (Team „The New Janitors“ mit Kevin Ashman, Victoria Groce und Thomas De Bock) jeweils im so genannten Club-Teamwettbewerb, in dem je vierköpfige Teams aus Spielern aus aller Welt antreten können. Bei den Internationalen Quizmeisterschaften, dem Nachfolgewettbewerb der Europameisterschaft, gewann Kolåsæter im Jahr 2023 den Doppelwettbewerb gemeinsam mit der US-Amerikanerin Victoria Groce.
Auf nationaler Ebene gewann er (Stand 2024) neun norwegische Meistertitel im Einzelwettbewerb, acht im Doppel (jeweils mit Lars Heggland) sowie drei im Teamwettbewerb (mit dem Team „El diablo en el ojo“).

## Fernsehauftritte
Kolåsæter trat in mehreren Quizsendungen im norwegischen Fernsehen auf, so 2009 in Kvitt eller dobbelt und 2011 in QuizDan, jeweils auf NRK1. In der  Quizshow Jaget auf TV 2, die (wie das deutsche Gefragt – Gejagt) auf der britischen Sendung The Chase basierte, fungierte er 2015/16 als einer der „Jäger“.
Am 6. April 2024 gewann Kolåsæter, der einige Jahre in Berlin lebte und fließend Deutsch spricht, die Quizsendung Der Quiz-Champion im ZDF und wurde damit zum ersten Gewinner der Sendung, der nicht Deutsch als Muttersprache spricht. Im Finale beantwortete er in zwei Spielrunden jeweils alle fünf Fragen richtig.

## Veröffentlichungen
Kolåsæter veröffentlichte in Norwegen zahlreiche Quiz- und Wissensbücher.
- Den aller største quizboken. Schibsted, Oslo 2009. ISBN 9788251627016. (Redaktion)
- Quizgiganten. Tango, Oslo 2010. ISBN 9788282540094. (Redaktion; gekürzte Ausgabe von Den aller største quizboken)
- Quizmania. Tango, Oslo 2011. ISBN 9788282540483. (Redaktion; gekürzte Ausgabe von Den aller største quizboken)
- Quiz med Thomas. Schibsted, Oslo 2012. ISBN 978-82-516-5790-7.
- Hyttequiz. Schibsted, Oslo 2013. ISBN 9788251680110.
- Påskequiz. Schibsted, Oslo 2015. ISBN 9788251685719.
- Påskequiz. Vigmostad Bjørke, Bergen 2015. ISBN 9788251687041.
- Newton-kviss 2: flere spørsmål for den nysgjerrige. Oslo: Spartacus, Oslo 2017. ISBN 9788243011007.
- Mesterquiz. Spartacus, Oslo 2018. ISBN 9788243011106.
- Newton-kviss 3: enda flere spørsmål for den nysgjerrige. Spartacus, Oslo 2018. ISBN 9788243011625.
- Newton-kviss 4: enda flere spørsmål for den nysgjerrige. Spartacus, Oslo 2019. ISBN 9788243012356.
- Barnas store vitenskapsquiz. Oslo: Spartacus, Oslo 2022. ISBN 9788243014626. (Zusammenstellung von Auszügen aus der Reihe Newton-kviss)

Daneben schrieb er auch Quizfragen für die Presse, darunter für die Tageszeitung Dagbladet.